# Falko Lorenz
Falko Lorenz (* 4. November 1940 in Erfurt) ist ein deutscher Mathematiker.

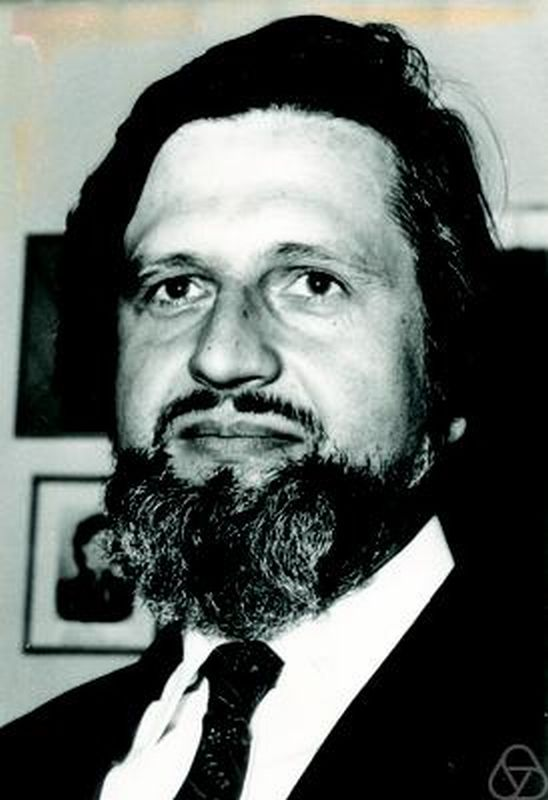
Falko Lorenz 1982

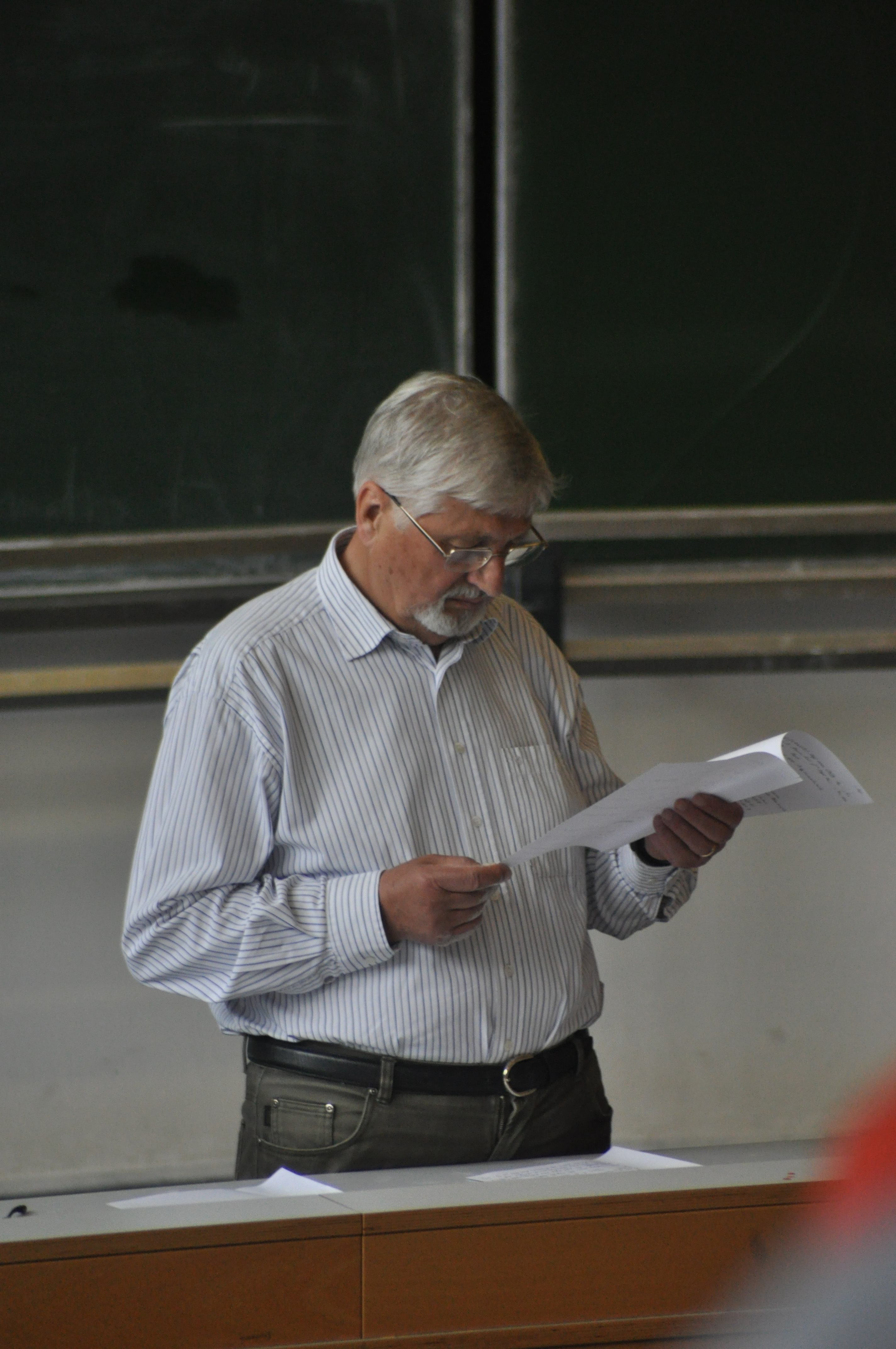
Falko Lorenz 2012

Lorenz promovierte 1966 an der Universität Tübingen (Bestimmung der Schurschen Indizes von Charakteren endlicher Gruppen). Er ist Professor an der Universität Münster. Er schrieb einige im deutschsprachigen Raum verbreitete Algebra-Lehrbücher.
Er ist auswärtiges Mitglied der Akademie gemeinnütziger Wissenschaften zu Erfurt.
Zu seinen Doktoranden gehört Hans Opolka (Prof. TU Braunschweig).